# 1,2-Dichloro-1,1,2,2-tétrafluoroéthane

Le 1,2-dichloro-1,1,2,2-tétrafluoroéthane, aussi connu sous le nom de cryofluorane ou encore CFC-114, est un halogénoalcane de la famille des chlorofluorocarbures (CFC).
C'est un gaz plus lourd que l'air, incolore, ininflammable, qui crée de la brume de froid près du sol.
Il a été utilisé comme gaz réfrigérant.

## Impact sur l'environnement
Comme beaucoup de CFC, son utilisation a été forment réduite, de par les dommages qu'il cause à la couche d'ozone, mais il fait aussi l'objet d'études de la part du Groupe d'experts intergouvernemental sur l'évolution du climat de par son action sur le réchauffement climatique. Le CFC-114 est réglementé à l'Annexe A du Protocole de Montréal.  
- Potentiel de déplétion ozonique (ODP) : 1
- Potentiel de réchauffement global (PRG) : 9800